# Championnats du monde d'escalade 2009
Navigation
Édition précédente Édition suivante
Les Championnats du monde d'escalade 2009 se sont tenus à Xining, la capitale de la province du Qinghai située à 2 260 mètres d'altitude au cœur de la Chine, du 30 juin au 5 juillet 2009.

## Organisation
Les Championnats du monde 2009 sont originellement prévus à Grindelwald, en Suisse. Cependant, le manque de garanties des organisateurs conduisent, le 21 juin 2008, la Fédération internationale d'escalade à désigner la province du Qinghai, en Chine.

## Podiums

### Hommes
| Épreuves       | Or                     | Argent                         | Bronze                    |
| -------------- | ---------------------- | ------------------------------ | ------------------------- |
| Difficulté     | Espagne Patxi Usobiaga | Tchéquie Adam Ondra            | Autriche David Lama       |
| Bloc           | Russie Alexey Rubtsov  | Russie Rustam Gelmanov         | Royaume-Uni David Barrans |
| Vitesse (10 m) | Chine Qixin Zhong      | Kazakhstan Alexandr Nigmatulin | Russie Ivan Novikov       |
| Vitesse (15 m) | Chine Qixin Zhong      | Russie Sergueï Abdrakhmanov    | Chine Ning Zhang          |

### Femmes
| Épreuves       | Or                     | Argent                 | Bronze               |
| -------------- | ---------------------- | ---------------------- | -------------------- |
| Difficulté     | Autriche Johanna Ernst | Corée du Sud Jain Kim  | Slovénie Maja Vidmar |
| Bloc           | Russie Yulia Abramchuk | Ukraine Olga Shalagina | Autriche Anna Stöhr  |
| Vitesse (10 m) | Chine Cuilian He       | Chine Cuifang He       | Chine Chunhua Li     |
| Vitesse (15 m) | Chine Cuilian He       | Chine Cuifang He       | Chine Chunhua Li     |